# Kazuhiro Kokubo
Kazuhiro Kokubo (jap. 國母和宏 Kokubo Kazuhiro; ur. 16 sierpnia 1988 w Ishikari) – japoński snowboardzista, wicemistrz świata.

## Kariera
Po raz pierwszy na arenie międzynarodowej pokazał się 12 stycznia 2003 roku w Makomanai, gdzie podczas zawodów FIS Race zajął pierwsze miejsce w halfpipe’ie. W lutym 2003 roku wystartował na mistrzostwach świata juniorów w Prato Nevoso, gdzie rywalizację w tej konkurencji zakończył na 22. pozycji. Był to jego jedyny start na imprezie tego cyklu.
W zawodach Pucharu Świata zadebiutował 1 marca 2003 roku w Sapporo, zajmując czwarte miejsce w halfpipe’ie. Tym samym już w swoim debiucie wywalczył pierwsze pucharowe punkty. Na podium zawodów tego cyklu po raz pierwszy stanął 18 marca 2005 roku w Tandådalen, kończąc rywalizację w halfpipe’ie na trzeciej pozycji. W zawodach tych wyprzedzili go jedynie dwaj Francuzi: Gary Zebrowski i Mathieu Crepel. Łącznie sześć razy stawał na podium zawodów PŚ, odnosząc przy tym trzy zwycięstwa: 21 października 2005 roku w Saas-Fee, 10 grudnia 2005 roku w Whistler i 5 listopada 2009 roku w Saas-Fee był najlepszy w halfpipe’ie. Najlepsze wyniki osiągnął w sezonach 2004/2005 i 2005/2006 był trzeci w klasyfikacji halfpipe’a. W tej samej klasyfikacji był też piąty w sezonie 2009/2010.
Największy sukces osiągnął w 2007 roku, kiedy podczas mistrzostw świata w Arosie zdobył dwa srebrny medal w swej koronnej konkurencji. Rozdzielił tam na podium Mathieu Crepela i Kanadyjczyka Brada Martina. Podczas mistrzostw świata w Whistler w 2005 roku był czternasty w tej konkurencji. w 2006 roku wystąpił na igrzyskach olimpijskich w Turynie, zajmując 23. miejsce. Brał też udział w rozgrywanych cztery lata później igrzyskach w Vancouver, plasując się na ósmej pozycji.
W 2013 roku zakończył karierę.

## Osiągnięcia

### Igrzyska olimpijskie
| Miejsce | Dzień     | Rok  | Miejscowość | Konkurencja | Zwycięzca   |
| ------- | --------- | ---- | ----------- | ----------- | ----------- |
| 23.     | 12 lutego | 2006 | Turyn       | Halfpipe    | Shaun White |
| 8.      | 17 lutego | 2010 | Vancouver   | Halfpipe    | Shaun White |

### Mistrzostwa świata
| Miejsce | Dzień       | Rok  | Miejscowość | Konkurencja | Zwycięzca      |
| ------- | ----------- | ---- | ----------- | ----------- | -------------- |
| 14.     | 22 stycznia | 2005 | Whistler    | Halfpipe    | Antti Autti    |
| 2.      | 20 stycznia | 2007 | Arosa       | Halfpipe    | Mathieu Crepel |

### Puchar Świata

#### Miejsca w klasyfikacji generalnej
- sezon 2002/2003: –
- sezon 2003/2004: –
- sezon 2004/2005: –
- sezon 2005/2006: 26.
- sezon 2006/2007: 77.
- sezon 2008/2009: 134.
- sezon 2009/2010: 36.
  - AFU[1]
- sezon 2012/2013: 201.

#### Miejsca na podium
1. Tandådalen – 18 marca 2005 (halfpipe) – 3. miejsce
2. Saas-Fee – 21 października 2005 (halfpipe) – 1. miejsce
3. Whistler – 10 grudnia 2005 (halfpipe) – 1. miejsce
4. Furano – 18 lutego 2007 (halfpipe) – 3. miejsce
5. Cardrona – 26 sierpnia 2009 (halfpipe) – 3. miejsce
6. Saas-Fee – 5 listopada 2009 (halfpipe) – 1. miejsce

- W sumie 6 zwycięstw, 6 drugich i 7 trzecich miejsc.